# 学校へ行けない僕と9人の先生
『学校へ行けない僕と9人の先生』（がっこうへいけないぼくときゅうにんのせんせい）は、棚園正一による日本の漫画作品。ウェブコミック配信サイト『WEBコミックアクション』（双葉社）にて2014年1月17日から11月21日まで連載された。単行本は全1巻。連載開始を記念して、作者と親交のある鳥山明が本作にコメントを寄せた。
続編として『学校へ行けなかった僕と9人の友だち』が『webアクション』（同）にて連載された。単行本は全1巻。

## あらすじ
小学1年生の棚橋正知（たなはし まさとも）は漫画のドラゴンボールが好きなごく普通の少年。ある日、教室で担任の大嶋先生がプリントを配り、学芸会の劇の説明をしていたが、途中でどこを読んでいるのかわからなくなり、焦った正知は保育園時代の先生に言われた「わからないことがある時は「わかりません」と言えば親切に教えてくれる」という言葉を思い出し、大嶋先生に「わかりません」と言うが、先生から突然ビンタされる。その時の出来事が恐怖となり、不登校になる正知。少年期に出会う9人の「先生」により様々な経験をしていくことになる。

## 登場人物

### 棚橋家
棚橋正知（たなはし まさとも）
主人公。初登場時7歳（小学校1年生）。ドラゴンボールが好きな普通の少年だが、少し気弱な性格。算数が苦手だが、先生達の性格や本質を見抜いたり、自分がいない所で先生がクラスの子達に頼み事をしたことにすぐ気付くなど勘は鋭い。小学1年生時に、担任の大嶋先生からビンタをされたことがきっかけで不登校になる。
正知の母
不登校になった正知のために家庭教師を探したりする息子思いの優しい母親。
正知の父
息子思いの優しい父親だが、不登校になった正知のことを「育て方を間違えた」と愚痴をこぼす。算数が得意。

### 「先生」たち
大嶋千鶴（おおしま ちづる）
正知が小学校1年生時の担任の女性教諭。自身の話についていけず、「わかりません」と答えた正知に手をあげてしまう。その後、体罰の原因が当時の婚約者とうまくいっていなかったことで苛立っていたことが判明し、正知が2年生になった時に宮村先生に促され棚橋家に謝罪に訪れる（この際正知は恐怖心から自室にこもったままで、大嶋先生と対面はしていない）。
宮村先生
正知が小学校2年生時の担任の女性教諭。頻繁に棚橋家を訪れ、毎日正知を自身の車に乗せて登校するなど面倒見の良い先生だが、その後体調不良により休職し、乳がんのため急逝。小学生と中学生の子供がいる。
今西先生
体調不良で休職した宮村先生の代理で着任した年配の女性教諭。臨時教員ということもあってか冷たく事務的な対応ばかりである日グループ学習について行けず、プリントを遅れて提出した正知に対して「学校に来ないと困るってことがわかったでしょ」と言い放ち、正知は再び不登校になってしまう。
タクマさん / 馬場拓馬（ばば たくま）
担任が今西先生になってから再び不登校になった正知に勉強を教えてもらおうと両親が依頼した家庭教師の男性。名古屋教育大学に通う学生で、爽やかな外見と明るい性格で正知とも仲良くなるが、勉強は殆ど教えてくれず、遊ぶばかりでアルバイト感覚だった様子。「ゆーかさん」という彼女がいる。
大野先生 / 大野恵（おおの めぐみ）
臨時だった今西先生に代わって正式に正知のクラス（2年4組）の担任になった女性教諭。今西先生とは違い、正知に対して優しく接してくれるが、授業中に騒ぐ生徒に注意が出来ないなど頼りない面があり、些細なことが原因でクラス内で正知に対するいじめが起きてしまう。

### その他
堀井くん
正知の同級生。宮村先生が担任だったころ、先生と一緒に毎朝正知を迎えに来ていた。

## 書誌情報
- 棚園正一『学校へ行けない僕と9人の先生』双葉社〈アクションコミックス〉、2015年2月27日発売[4]、ISBN 978-4-575-84582-2
- 棚園正一『学校へ行けなかった僕と9人の友だち』双葉社〈アクションコミックス〉、2021年3月27日発売[5][6]、ISBN 978-4-575-85562-3